# کورساکوف (شهر)
شهر کورساکوف (به روسی: Корсаков) در کشور روسیه و در اوبلاست ساخالین واقع شده‌است.